# Collezione Romana
La «Collezione Romana», diretta da Ettore Romagnoli, era una collana di classici latini, pubblicata dall'Istituto Editoriale Italiano di Umberto Notari.
Il nome latino era «Romanorum Scriptorum Corpus Italicum». Fu creata nel 1927, con lo scopo di fornire all'Italia una collezione nazionale completa dei classici latini con il testo originale e la traduzione a fronte, da contrapporre a quella francese de Les Belles Lettres e a quella britannico-statunitense della Loeb Classical Library. I volumi erano rilegati in tela nera (ma esisteva anche una tiratura in brossura grigia) e adorni di fregi eseguiti da Duilio Cambellotti.
Furono pubblicati in tutto 100 volumi.

## Titoli della collana
Gli autori pubblicati nella collana sono i seguenti:
- Apicio, Manuale di gastronomia, Versione di Paolo Buzzi, 1930
- Apuleio, Le trasformazioni (2 voll.), Versione di Massimo Bontempelli, 1928
- Boezio, La consolazione della filosofia (2 voll.), Versione di Goffredo Bellonci (annunciato, ma mai pubblicato)
- Cassiodoro, Opere (2 voll.), Versione di Goffredo Bellonci (annunciato, ma mai pubblicato)
- Catone, Dell'agricoltura, Versione di Alessandro Donati, 1929
- Catullo, Carmi, Versione di Ugo Fleres, 1929
- Celso, La medicina, Versione di Nicolò Castellino (annunciato, ma mai pubblicato)
- Cesare, La guerra civile (2 voll.), Prefazione di Enrico Caviglia, Versione di Ettore Romagnoli, 1931
- Cesare, La guerra gallica, Versione di Roberto Forges Davanzati (annunciato, ma mai pubblicato)[1]
- Cicerone, Lelio. Dell'amicizia, Versione di Luigi Pietrobono, 1929
- Cicerone, Catone il vecchio ossia della vecchiezza, Versione di Guido Mazzoni, 1928
- Cicerone, Dei doveri, Versione di Giovanni Lattanzi, 1928
- Cicerone, Le Catilinarie, [Versione] con prefazione e note di Vincenzo Morello, 1930
- Cicerone, Le Tusculane (2 voll.), Versione di Eugenio Giovannetti, 1928
- Cicerone, Bruto, Versione di Alessandro Donati, 1928
- Cicerone, L'oratore, Versione di Alessandro Donati, 1928
- Cicerone, Dell'oratore (2 voll.), Versione di Eugenio Giovannetti, 1931-32
- Cicerone, Sulla natura degli dèi, Versione di Alberto Zuccoli, 1929
- Cicerone, La divinazione - Il fato, Versione di Alfredo Bartoli, 1931
- Cicerone, I paradossi - Gli accademici - Timeo, Versione di Giovan Battista Grassi Privitera, 1933
- Cicerone, Della repubblica, Versione di Eugenio Giovannetti, 1928
- Cicerone, Le Filippiche (3 voll.), Versione di Gino Mazzoni, 1931
- Cicerone, Retorica a Caio Erennio, Versione di Giuseppe Giuliano Locatelli, 1931
- Cicerone, Orazioni, Versione di Eugenio Giovannetti, Luigi Filippi, Andrea Gustarelli, 1928-31 (furono pubblicate in tutto quindici orazioni in 4 voll.; I: Per Milone - Per Celio, Versione di Eugenio Giovannetti; II: Per Cluenzio - Per Rabirio Postumo, Versione di Eugenio Giovannetti; III: Per il comando di Pompeo - La legge agraria - Le provincie consolari - Contro Pisone - Per Marcello, Versione di Luigi Filippi; IV: Per Archia - Per Balbo - Per Ligario - Per il re Deiotaro, Versione di Andrea Gustarelli)
- Orazioni sulla legge agraria, Versione di Luigi Filippi, 1930[2]
- Cicerone, Epistolario (10 voll.), Versione di Eugenio Giovannetti, 1928
- Cicerone, Delle leggi, Versione di Alfredo Rocco (annunciato, ma mai pubblicato)
- Claudiano, Il ratto di Proserpina - La guerra contro i Goti, Versione di Francesco Guglielmino, 1931
- Claudiano, Carmi scelti, Versione di Leo Pollini, 1931
- Columella, Economia rurale, Versione di Mario Missiroli (annunciato, ma mai pubblicato)
- Cornelio Nipote, Le vite, Versione di Alberto de' Stefani, 1928
- Curzio Rufo, Alessandro Magno (2 voll.), Versione di Silvio Spaventa Filippi (annunciato, ma mai pubblicato)
- Fedro, Le favole, Versione di Silvio Spaventa Filippi, 1927
- Gaio, Le istituzioni (3 voll.), Versione di Lando Landucci (annunciato, ma mai pubblicato)
- Giovenale, Le satire, Versione di Giovanni Lattanzi, 1930
- Giustiniano, Le istituzioni (2 voll.), Versione di Pietro Novelli, 1931
- Igino, Trattato di astronomia, Versione di Giovanni Andrissi (annunciato, ma mai pubblicato)
- Livio, Le deche della Storia Romana, Versione di Emilio Bodrero, 1928 (previsto in 20 voll., furono pubblicati solo i primi 4 voll.)
- Lucano, La Farsaglia (2 voll.), Versione di Luigi Bonfigli, 1929
- Lucrezio, Della natura (2 voll.), Versione di Ettore Romagnoli (annunciato, ma mai pubblicato)
- Macrobio, I Saturnali (4 voll.), Versione di Eugenio Giovannetti (annunciato, ma mai pubblicato)
- Manilio, Opere, Versione di Giovanni Andrissi (annunciato, ma mai pubblicato)
- Minucio Felice, Ottavio, Versione di Pietro Fedele (annunciato, ma mai pubblicato)
- Orazio, Le satire, Versione di Ettore Romagnoli, 1929
- Orazio, Le epistole, Versione di Ettore Romagnoli, 1928
- Orazio, Le odi (2 voll.), Versione di Ettore Romagnoli, 1931
- Ovidio, Lettere d'amore, Versione di Guido Vitali, 1928
- Ovidio, L'arte dell'amore, Versione di Guido Vitali, 1933[3]
- Ovidio, Le metamorfosi (3 voll.), Versione di Guido Vitali, 1929-30
- Ovidio, I fasti, Versione di Guido Vitali, 1930
- Persio, Le satire, Versione di Andrea Gustarelli, 1928
- Petronio, Satyricon, Versione di Eugenio Giovannetti, 1930
- Plauto, Commedie, Versione di Ettore Romagnoli, 1929 (previsto in 5 voll., ne fu pubblicato solo il vol. I, contenente: La pentola - Il capitano spaccone)
- Plinio il Giovane, Panegirico di Traiano, Versione di Emilio Faelli, 1928
- Plinio il Vecchio, Storia naturale (10 voll.), Versione di Guido Passini (annunciato, ma mai pubblicato)
- Pomponio Mela, La geografia, Versione di Carlo del Lungo (annunciato, ma mai pubblicato)
- Properzio, Le elegie, Versione di Mario Maria Martini, 1931
- Quintiliano, Principi di eloquenza (2 voll.), Versione di Massimo Bontempelli (annunciato, ma mai pubblicato)
- Sallustio, La congiura di Catilina, Versione di Enrico Corradini, 1929
- Sallustio, La guerra contro Giugurta, Versione di Luigi Federzoni (annunciato, ma mai pubblicato)
- Seneca, Della consolazione, Versione di Angelica Valli Picardi, 1928
- Seneca, Dell'ira, Versione di Angelica Valli Picardi, 1928
- Seneca, Dei benefizi (2 voll.), Versione di Angelica Valli Picardi, 1928
- Seneca, Le lettere a Lucilio (5 voll.), Versione di Francesco Vivona, 1933-34
- Seneca, Tragedie (4 voll.), Versione di Giovanni Lattanzi, 1928
- Seneca, Dialoghi minori, Versione di Angelica Valli Picardi (annunciato, ma mai pubblicato)
- Silio Italico, Le Puniche (2 voll.), Versione di Antonio Petrucci, 1928
- Stazio, Le Selve, Versione di Giuseppe Sozzi, 1929
- Stazio, La Tebaide, Versione di Arnaldo Monti (annunciato, ma mai pubblicato)
- Storie Auguste (4 voll.), Versione di Achille Crespi (annunciato, ma mai pubblicato)
- Svetonio, Vite degli Imperatori, Versione di Alessandro Bacchiani (annunciato, ma mai pubblicato)
- Tacito, La Germania, Versione di Filippo Tommaso Marinetti, 1928[4]
- Tacito, La vita di Agricola, Versione di Luigi Pietrobono, 1928
- Tacito, Le Storie (2 voll.), Versione di Giuseppe Lipparini, 1930
- Terenzio, Commedie (3 voll.), Versione di Giovanni Lattanzi, 1928
- Tibullo, Le elegie, Versione di Francesco Paolo Mulè, 1930
- Valerio Flacco, Le Argonautiche (2 voll.), Versione di Libera Carelli (annunciato, ma non pubblicato)[5]
- Varrone, La vita dei campi, Versione di Alfredo Bartoli, 1930[6]
- Vegezio, Scritti militari, Versione di Ugo Cavallero (annunciato, ma mai pubblicato)
- Virgilio, Bucoliche e Georgiche, Versione di Giuseppe Lipparini, 1929
- Virgilio, L'Eneide (3 voll.), Versione di Giuseppe Lipparini, 1928
- Vitruvio, Dell'architettura (2 voll.), Versione di Ugo Fleres, 1933